# Akabeko

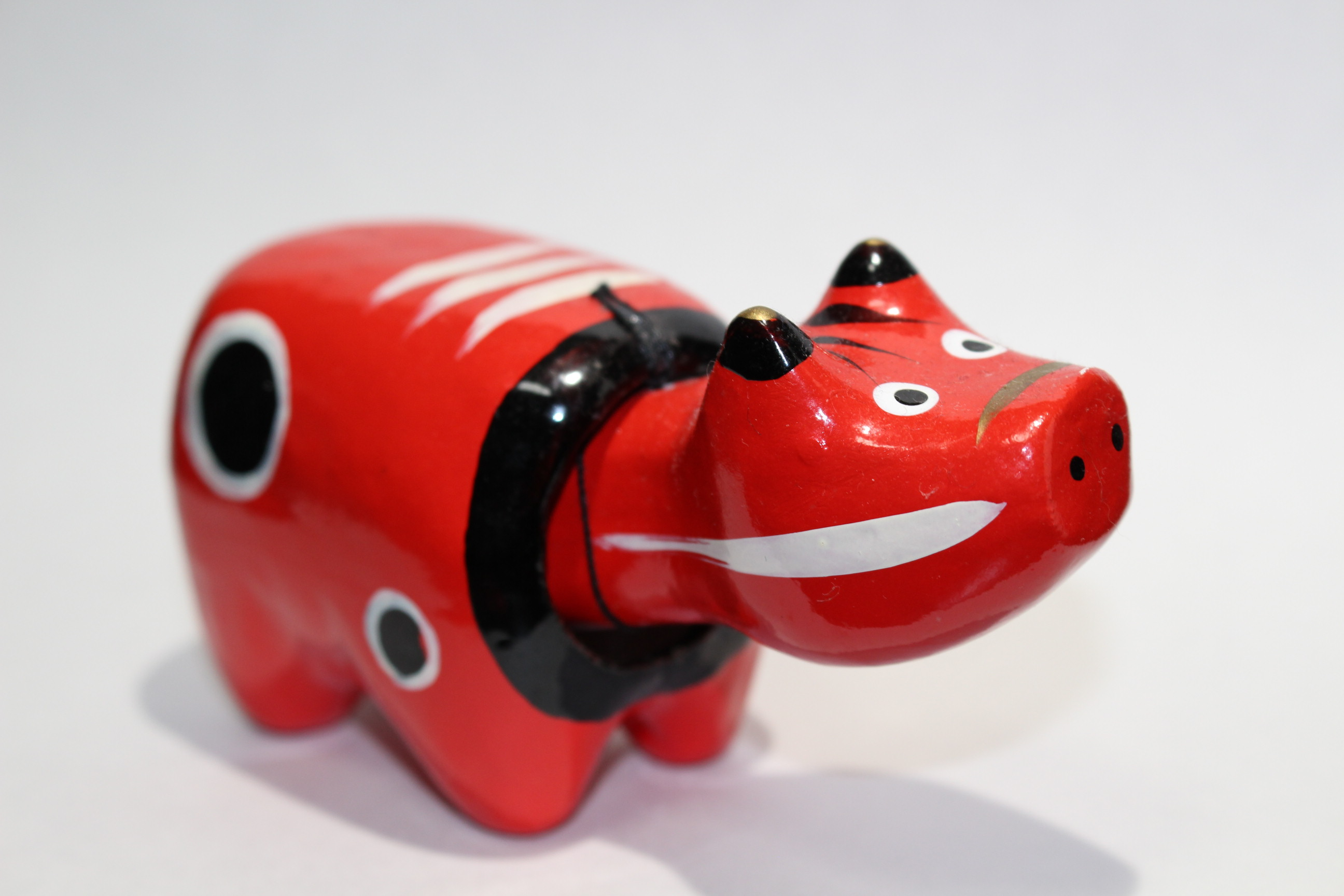
Un akabeko.

Akabeko (赤べこ, Akabeko, vaca roja) es un juguete tradicional de la región de Aizu en Japón. El juguete está hecho en dos piezas de papel mache modeladas y pintadas en color rojo con la apariencia de una vaca roja. Una pieza es la cabeza y el cuello y la otra es el cuerpo. La cabeza y el cuello embonan dentro del cuerpo y están fijadas al mediante un hilo del cual penden permitiendo su oscilación. Cuando el juguete es movido, la cabeza se mueve oscilando de abajo hacia arriba y de lado a lado.
La leyenda Aizu señala que el juguete está basado en una vaca real que vivió hacia el siglo IX y mostraba su devoción a Buda al consagrarle su alma, rechazando el abandonar el templo que había ayudado a construir. Los primeros juguetes akabeko fueron creados hacia el siglo XVI y principios del XVII. Pasando el tiempo los pobladores comenzaron a creer que los juguetes podían alejar la Viruela y otras enfermedades. Akabeko se convirtió en uno de los objetos artesanales más famosos de la Prefectura de Fukushima y en símbolo de la región de Aizu.

## Origen
Acorde con la leyenda extendida en el área de Aizu y recogida por Thomas Madden, los juguetes akabeko están basados en una vaca real que vivió en el año 807 después de Cristo. En aquel tiempo un monje llamado Tokuichi supervisaba la construcción de Enzō-ji, un templo en la región de Yanaizu. Ya al concluir la construcción del templo un buey rojo que había sido empleado en la adecuación del sitio entregó su espíritu a Buddha, y sus carnes se convirtieron en roca. otra versión de la leyenda señala que una vaca había rechazado el alejarse de los terrenos del templo después de su construcción y se transformó en figura permanente de él. La vaca fue llamada akabeko (赤べこ, akabeko, beko es vaca en dialecto Aizu ) y se convirtió en símbolo de fiel devoción hacia Buddha.
Los juguetes akabeko datan de los siglos 16 y 17. Toyotomi Hideyoshi
había consolidado su poder en el Japón y había enviado a su representante, Gamō Ujisato para ser señor de la región de Aizu en 1590. En su nuevo puesto Ujisato escucho la historia de Akabeko y ordenó a los artesanos de su corte -que le habían acompañado desde Kioto- la creación de un juguete basándose en la vaca roja. Estos primigenios Akabekos de papel maché introdujeron muchos de los elementos por los cuales el juguete es conocido.
Por el mismo periodo, Japón sufrió de una epidemia de Viruela. Los pobladores de la región de Aizu se percataron de que los niños que poseían juguetes akabeko parecían no contraer el mal. Quizá el color rojo del juguete haya propiciado esta asociación. Los juguetes akabeko se volvieron entonces muy populares como símbolos para alejar las enfermedades, una superstición que persiste hasta los tiempos modernos.El juguete es pues una de las artesanías más populares de Fukushima y de todo el Japón y un símbolo de la región de Aizu.

## Producción
Los Akabeko están fabricados con papel mache y son pintados con laca roja.
Estos son fabricados por no menos que una docena de talleres familiares cuyos miembros han mantenido la tradición de generación en generación.El proceso de fabricación lleva por lo menos 10 días en ser completado. Este comienza por el preparado del papel despedazado y húmedo llamado Washi (papel japonés) adhiriéndolo alrededor de dos bloques de madera, uno con la forma del cuerpo de la vaca y otro con la forma de la cabeza y el cuello. Estos bloques han sido usados por generaciones. Una vez seco el papel el artesano lo parte en dos y lo separa de los bloques. Después los vuelve a unir con hojas de Washi húmedo. El artesano pinta el juguete comenzando con negro, y adicionando el color rojo característico del juguete, y finalmente los ojos en color blanco junto con otros detalles de la figura. El estilo de akabekos varía de taller a taller. Por ejemplo, La familia Igarashi pinta el kanji kotobuki (寿 longevidad y suerte) en la espalda de la vaca y el sol y la luna a sus lados; otros artesanos pintan motivos en color dorado. El trabajo artístico concluye con la aplicación de una capa de laca.